# Cipocereus laniflorus
Cipocereus laniflorus là một loài thực vật có hoa trong họ Cactaceae. Loài này được N.P.Taylor & Zappi mô tả khoa học đầu tiên năm 1997.